# Ottawa Fury (2011–2019)
Der Ottawa Fury Football Club, allgemein bekannt als Ottawa Fury, war ein kanadisches Fußball-Franchise  aus Ottawa.
Gegründet wurde die Mannschaft 2011 und spielte von 2014 bis 2016 in der North American Soccer League. 2017 bis 2019 spielte Fury in der USL Championship.
Die Mannschaft ist offizieller Partner des Major-League-Soccer-Franchise Montreal Impact.

## Geschichte
Von 2005 bis 2013 bestand das Franchise Ottawa Fury SC, das in der USL Premier Development League (USL PDL) spielte.
Am 20. Juni 2011 gab die NASL bekannt, dass ein Expansionsteam aus Ottawa zur Saison 2014 in die Liga eintreten wird. Die Ottawa Sports and Entertainment Group (OSEG) sollte hierbei als Besitzer des Franchises fungieren. Nach Eintritt in der NASL, wurde das bisherige Franchise Ottawa Fury SC aufgelöst.
Um den Namen auszuwählen, wurde ein Name the Team-Contest veranstaltet. Am 26. Februar 2013 wurde bekannt gegeben, dass der Name Ottawa Fury Football Club die meisten Stimmen hat und das Team somit diesen Namen tragen wird.
Die erste Saison konnte mit drei Siegen, einem Unentschieden und fünf Niederlagen im Tabellenmittelfeld abgeschlossen werden. Die Herbstsaison lief dagegen enttäuschend, so dass die Play-offs im Ergebnis deutlich verfehlt wurden.
Das zweite Jahr lief dagegen erfolgreicher. Nach einem erneuten 6. Platz im Frühling gelang es dem Team einen Spieltag vor Ende der Regular Season sich den Herbst-Titel und damit einen Playoff-Platz zu sichern. Dort musste man sich erst im Finale den New York Cosmos geschlagen geben.
Das dritte Jahr lief abermals enttäuschend für die Fury, die Spring Season wurde auf dem 9. Platz werde und das Erreichen der Meisterschaftsrunde wurde in einer ebenfalls schwachen Herbstsaison deutlich verfehlt. Im Anschluss an die Saison gab der Eigentümer OSEG bekannt, das Team ab 2017 in der nun aufgewerteten United Soccer League antreten zu lassen.

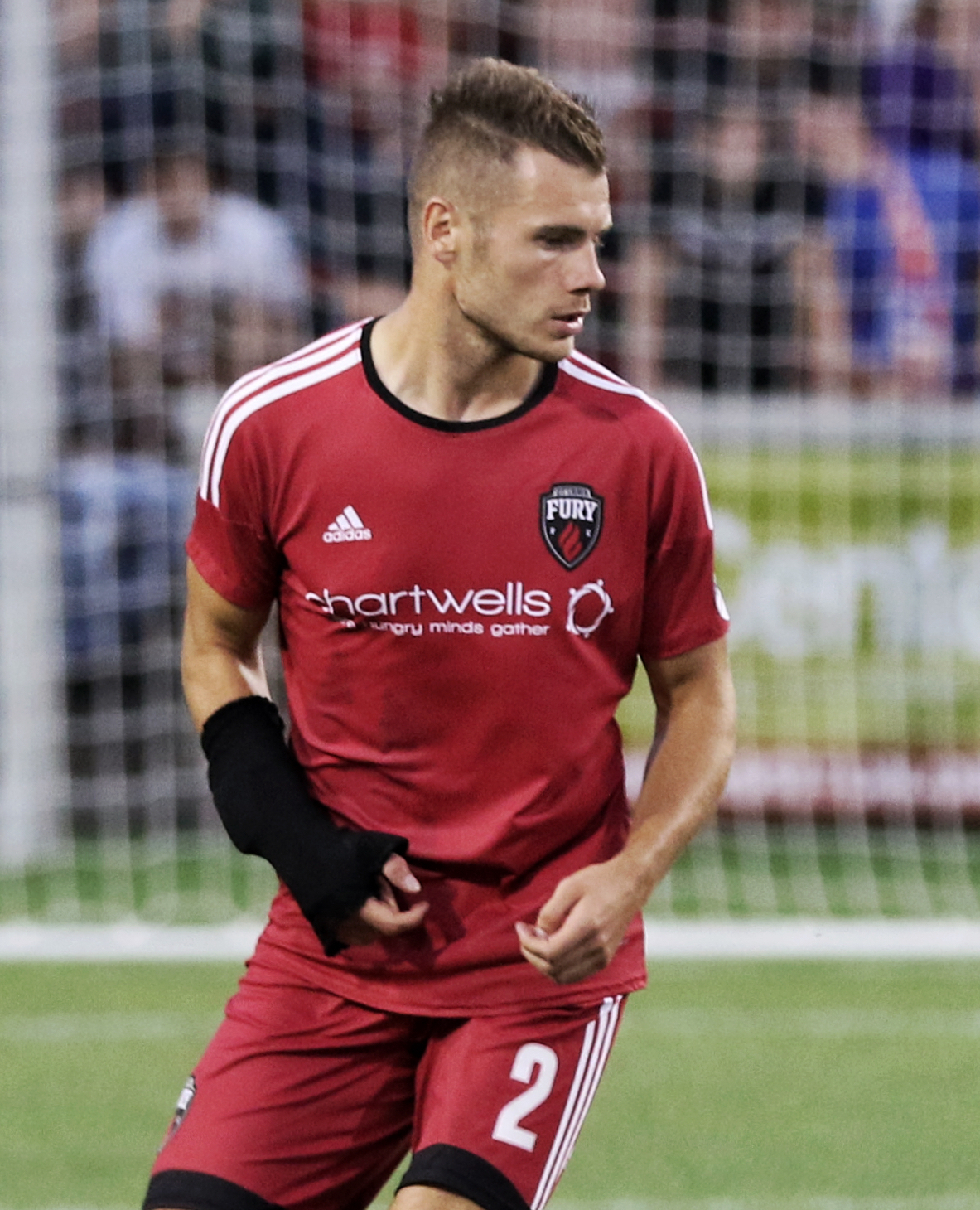
Jonathan Barden

2019 wurden die Franchise-Rechte an den Miami FC verkauft, der ab der Saison 2020 in der USL Championship antritt.

## Stadion
- TD Place Stadium; Ottawa (2014–2019)
- Keith Harris Stadium; Ottawa (2014)

Seit der Herbstsaison 2014 tragen die „Furies“ ihre Heimspiele im TD Place Stadium im Lansdowne Park im Ortsteil The Glebe aus. Es hat eine Kapazität von 24.000 Zuschauern. Auch das CFL-Team Ottawa RedBlacks des gleichen Eigners trägt dort seine Spiele aus.
Die Heimspiele in der Frühlingssaison 2014 wurden im Keith Harris Stadium der Carleton University ausgespielt, da der Umbau des TD Place Stadiums noch nicht abgeschlossen war.

## Organisation

### Eigentümer
Die Ottawa Sports and Entertainment Group (OSEG) besteht aus den Mitgliedern John Ruddy, Jeff Hunt, Bill Shenkman, John Pugh und Roger Greenberg. Die OSEG wurde ursprünglich gegründet um Canadian Football in Ottawa wieder zu etablieren, so wurden die Ottawa Redblacks gegründet. Mittlerweile kümmert sich das Unternehmen auch, in Zusammenarbeit mit der Stadt Ottawa, um die Erneuerung des Lansdowne Park.

### Medien
In der ersten Saison wurden alle Spiele auf dem lokalen TV-Sender Rogers TV Ottawa übertragen. Übers Radio sind die Spiele über den Sender TSN 1200 zu empfangen. In französischer Sprache kann man die Spiele über 94.5 Unique FM empfangen.
Über die Webseite der NASL kann man die Spiele live streamen.

### Sponsoren
Technischer Ausrüster war für die ersten drei Saisons Admiral Sportswear. Seit 2017 wird die Fury von Adidas ausgerüstet. Trikotsponsor war zunächst Heart & Crown Irish Pubs seit 2017 jedoch Chartwells Higher Education Dining Services.

## Erfolge
- NASL:
  - Erster Platz: Fall Season 2015[4]
  - Soccerbowl-Teilnahme: 2015

## Spieler und Mitarbeiter

### Aktueller Kader
Stand: 2. März 2018
| Nr. |                    | Position | Name                           |
| --- | ------------------ | -------- | ------------------------------ |
| 1   | Kanada             | TW       | Callum Irving                  |
| 3   | Kanada             | AB       | Eddie Edward                   |
| 4   | Kanada             | AB       | Nana Attakora-Gyan             |
| 6   | England            | MF       | Sergio Manesio                 |
| 7   | England            | AB       | Onua Obasi                     |
| 8   | Kap Verde          | ST       | Steevan Dos Santos             |
| 9   | Kanada             | ST       | Carl Haworth                   |
| 10  | Argentinien        | MF       | Gerardo Bruna                  |
| 11  | Vereinigte Staaten | ST       | Sito Seoane                    |
| 12  | Kanada             | TW       | David Monsalve                 |
| 14  | Kanada             | ST       | Gabriel Wiethaeuper-Balbinotti |
| 15  | Kanada             | MF       | Maxim Tissot                   |

| Nr. |           | Position | Name                    |
| --- | --------- | -------- | ----------------------- |
| 16  | Kanada    | TW       | Maxime Crépeau          |
| 17  | Uganda    | ST       | Azake Luboyera          |
| 22  | Kanada    | MF       | Jamar Dixon             |
| 24  | Haiti     | MF       | Jimmy-Shammar Sanon     |
| 27  | Kanada    | AB       | Thomas Meilleur-Giguère |
| 32  | Irland    | AB       | Colin Falvey            |
| 37  | Belize    | ST       | Michael Salazar         |
| 80  | Spanien   | MF       | Cristian Portilla       |
| 88  | Kap Verde | MF       | Kévin Oliveira          |
| 90  | Kanada    | AB       | Kyle Porter             |
| 99  | Panama    | ST       | Tony Taylor             |

### Trainerstab
Stand: 2. März 2018
- Nikola Popvic (Trainer)
- Victor Oppong (Co-Trainer)
- Yousseff Dahha (Torwarttrainer)
- Julian de Guzman (General Manager)

## Saisonstatistik
| 2014 | 2 | NASL | Spring: 6. Platz Fall: 9. Platz  | nicht qualifiziert | Qualifikationsrunde | 4.492 | Oliver Minatel (7) |
| 2015 | 2 | NASL | Spring: 6. Platz Fall: 1. Platz  | Finalist           | Qualifikationsrunde |       |                    |
| 2016 | 2 | NASL | Spring: 9. Platz Fall: 12. Platz | nicht qualifiziert | Halbfinale          | 5.482 |                    |
| 2017 | 2 | USL  | 10. Platz (East)                 | nicht qualifiziert | Halbfinale          | 5.427 |                    |